# Джейкъб Пъркинс
Вижте пояснителната страница за други личности с името Пъркинс.
Джейкъб Пъркинс (на английски: Jacob Perkins) е американски изобретател и физик, работил дълго време във Великобритания. Той има принос към развитието на парната машина.

## Биография
Пъркинс е роден през 1766 в Нюбърипорт в британската колония Масачузетс. Той започва да чиракува в златарска работилница и скоро става известен с изобретяването на различни полезни механични устройства. За целия си живот той получава 21 американски и 19 британски патента.
През 1819 Джейкъб Пъркинс заминава за Англия, като планира да печата банкноти чрез гравирани в стомана матрици. Идеята има голям търговски успех и основаната от Пъркинс и гравьора Хийт компания Пъркинс Бейкън доставя банкноти за много национални банки. През 1840 тя започва да произвежда и пощенски марки, сред които и първата в света – „Пени Блек“.
През 1827 Пъркинс конструира прототип на парна машина, който работи под високо налягане, достигащо до 14 MPa. Той не е подходящ за редовно производство при наличните по това време технологии, но принципът на действие е използван в началото на 20 век в двигателите на германския инженер Йохан Щумпф.
Пъркинс прави опити в областта на охлаждането и установява, че втечненият амоняк може да бъде използван за тази цел, но основният му принос към физиката е експерименталното доказване на деформируемостта на водата, извършено с конструиран от самия него пиезометър.
През 1829 Пъркинс е принуден да затвори фабриката си за двигатели по юридически причини. На следващата година, в съдружие с втория си син, той започва да произвежда инсталации за централно отопление, използващи открития от него принцип на херметичната тръба. През 1836 са произведени известен брой локомотиви, които използват същата технология.
През 1832 Джейкъб Пъркинс основава в Лондон Национална галерия на приложните науки, в която са изложени нови за епохата изобретения. Сред тях е изобретена от него парна картечница от 1824, която не получава одобрението на военните.
Пъркинс се оттегля от активна дейност през 1843 и умира в Лондон през 1849.